# 軍公教反污名要尊嚴九三大遊行
軍公教反污名要尊嚴九三大遊行，官方名稱「反污名、要尊嚴；抗議蔡英文，霸凌軍公教勞！九三大遊行」，是2016年9月3日13時至17時，發生於台北市凱達格蘭大道的一次遊行活動，由「監督年金改革行動聯盟」主辦，數十個軍公教在職與退休人員團體參加，也有勞工團體參加，活動當日為星期六軍人節。主要向執政者訴求：反對年金改革過程中，放任軍公教被汙名化，質疑改革淪為「文革式年金鬥爭」。
這是蔡英文政府執政後，面對的第一項大型民間陳情抗議，也是中華民國社會運動史上首次由軍公教勞團體共同組成的遊行抗爭之社會運動。

## 背景
考試院銓敘部於2013年2月在公務人員退休制度改革座談會中公布的資料顯示，軍公教基金「失衡」年度分別為2011年（軍）、2020年（公）及2018年（教），「用盡」年度為2019年（軍）、2031年（公）及2027年（教）。而時任勞動部資料，勞保年金在2027年用盡。
蔡英文政府表示，軍公教並非造成國家財政困難的原因，但為了解決年金問題，總統府於2016年6月1日成立國家年金改革委員會，根據勞動部在國家年金改革委員會第七次會議中公布的數據，退役軍人平均有4.9萬元的月退休俸、公務人員5.6萬元、公立學校退休教職員6.8萬元，而勞工之勞保加上勞退，月退休金領2.4萬至2.6萬元
。

## 訴求
九三大遊行聯盟團體表示，年金改革從1995年7月1日實施退撫新制至今，軍公教多次被污名化，蔡英文政府於2016年雖已召開「國家年金改革委員會」會議，然未見民進黨政府提出具體改革版本，反讓不同職業互相比較與對立，讓退休生活無法保障，政府不該放棄該負的責任，轉嫁基層承擔。
遊行聯盟團體認為蔡英文政府雖已承認軍公教並非造成國家財政困難的原因，但卻放任少數媒體、名嘴等各界污衊軍公教，質疑現在的政府應作為而不作為，因此決定發起街頭遊行。這項遊行由陸軍官校校友總會等各軍人團體領軍，結合公務員、教師、勞工等各業受雇者團體，一起上街凸顯年金改革的問題。
遊行基於反污名，要尊嚴，敬軍人，保國土的理念，結合軍、公（警消）、教、勞人員，共同向蔡英文政府表達當前年金改革之荒謬，以及全民支持改革，但反對文革式的年金鬥爭。

## 過程

### 成立「監督年金改革行動聯盟」
2016年4月28日高雄市教育產業工會辦理「退休年金改革風暴與因應研習活動」，公務人員協會理事長李來希獲邀出席演講，會中決定成立「軍公教勞聯盟」，後鑑於為有效監督蔡英文新政府欲成立的「國家年金改革委員會」運作，於5月16日成立「監督年金改革行動聯盟」並推薦該聯盟的6名成員出任「國家年金改革委員會」委員，以利參與及監督年金改革政策之制定。
| 姓名   | 單位                           | 職稱     |
| ------ | ------------------------------ | -------- |
| 李來希 | 全國公務人員協會               | 理事長   |
| 張美英 | 中華民國退休教師聯盟           | 理事長   |
| 劉亞平 | 全國教育產業總工會             | 副理事長 |
| 吳其樑 | 退伍軍人協會                   | 副理事長 |
| 吳美鳳 | 高雄公務人員協會               | 理事長   |
| 黃臺生 | 退休公務人員聯誼暨關懷服務協會 | 會長     |

### 參與年金改革會議
6月23日第一次「國家年金改革委員會」開會前，該聯盟號召2千多人監督改革，從台北228公園出發前往總統府，送李來希等代表成員加入委員會；並送陳情信給蔡英文，提出十個問題、五項基本主張請教蔡總統，宣示聯盟訴求「支持改革！反對亂改！還我尊嚴！維我權益！」。
|      | 訴求                                                 | 行政院回應                               |
| ---- | ---------------------------------------------------- | ---------------------------------------- |
| 問一 | 沒有財政紀律，哪來年金改革？                         | 政府財政不是年金改革的唯一因素。         |
| 問二 | 扭曲的數據與真相，如何談年金改革？                   | 已公布各種數據                           |
| 問三 | 退休基金經營績效不佳無人負責，如何談改革？           | 將列入實質議題討論                       |
| 問四 | 年金改革要毀棄法不溯及既往的法治國基本理念嗎？       | 將造成年輕世代的負擔加重                 |
| 問五 | 年金改革是選擇性針對性的改革，還是普遍全面性的改革？ | 全面性改革                               |
| 問六 | 總統、副總統禮遇條例要不要改革？                     | 非退休年金制度                           |
| 問七 | 中央研究院終身特聘制度要不要改革？                   | 非退休年金制度                           |
| 問八 | 司法官優遇制度所得不合理要不要改革？                 | 將進行實質討論                           |
| 問九 | 年金改革責任完全由被改革對象承擔，合理嗎？           | 不可能只針對單一對象進行改革             |
| 問十 | 行業不平大砍軍公教退休所得，勞工所得會提高嗎？       | 年金要有最低生活保障和投保薪資上限的設計 |
| 主一 | 年金改革要先改革國家財政紀律                         | 非唯一因素                               |
| 主二 | 年金改革要先提供真實數據與真相                       | 已提供數據                               |
| 主三 | 年金改革要先追究基金績效不佳的法律責任               | 將列入實質議題討論                       |
| 主四 | 年金改革要各行各業全面性的檢討，不能有針對性的改革   | 是全面性改革                             |
| 主五 | 年金改革要遵守法治國理念，嚴格遵守法不溯及既往原則   | 將造成年輕世代的負擔加重                 |

然在後續幾次年金改革會議中，監督聯盟認為政府雖已承認軍公教並非造成國家財政困難的原因，但仍放任少數媒體與名嘴來污衊軍公教，為抗議政府「應作為而不作為」，決定發起街頭遊行 ，訴求「反污名，要尊嚴，反對文革式的年金鬥爭」。

### 主要負責人
| 職務       | 姓名   | 身分                                                   | 職業 |
| ---------- | ------ | ------------------------------------------------------ | ---- |
| 總指揮     | 黃耀南 | 「監督年金改革行動聯盟」召集人，全國教育產業工會理事長 | 教   |
| 總領隊     | 胡筑生 | 陸軍官校校友總會總會長                                 | 軍   |
| 副總領隊   | 吳斯懷 | 陸軍官校校友總會副總會長                               | 軍   |
| 副總領隊   | 吳和安 | 全國公務人員協會監事主席                               | 公   |
| 副總領隊   | 劉亞平 | 高雄市教育產業工會理事長                               | 教   |
| 副總領隊   | 謝勝明 | 臺灣鐵路工會理事長                                     | 勞   |
| 副總領隊   | 張美英 | 全國退休教師聯盟理事長                                 | 退   |
| 新聞聯絡人 | 吳斯懷 | 陸軍官校校友總會副總會長                               | 軍   |
| 新聞聯絡人 | 李來希 | 全國公務人員協會-理事長                                | 公   |
| 新聞聯絡人 | 彭如玉 | 桃園市教育產業工會理事長                               | 教   |

### 召開遊行記者會
2016年8月11日上午10點，遊行主辦單位「監督年金改革行動聯盟」在臺灣鐵路管理局第五會議室召開九三遊行活動行前記者會，公布遊行集結位置與相關內容，聲明不滿政客及名嘴污衊抹黑軍公教在拖垮國家財政，表示政府已證實軍公教退撫制度不是拖垮國家財政的主因，但卻放任部分媒體傳達錯誤訊息，因此決定在「九三軍人節」發動遊行，當天有10萬人參加，遊行會用行動劇呈現問題，由2個人分別帶著總統蔡英文與名嘴的面具，對著「軍公教」紙牌潑墨汁，諷刺政府的「抹黑」；遊行定調為和平理性行動，呼籲所有人要嚴守和平紀律原則，更強力禁止「中共五星旗」、「台灣獨立」、「法輪功」等無關訴求的旗幟頭巾、標語進入集會及遊行序列，避免此活動被轉移焦點及抹黑，而此項活動也是中華民國社會運動史上首次由軍公教勞團體組成的遊行抗爭之社會運動。

### 行程與遊行路線
於2016年9月3日（週六）13-17時，區分四處集結與遊行縱隊，分別是：退伍軍人、公務警消、教育與勞工、陸官校友會等四縱隊，整隊遊行匯集凱達格蘭大道。服裝穿著由監督聯盟統一製作頭巾綁帶，以白色系列或國旗裝為主，各團體也可穿著所屬團體制服。14時起警方開始管制車輛進出集結地區，除消防、救護、警用與有識別證車輛外，凱道舞台區兩側設有「臨時座位區」，初期供群眾休息使用，該區與景福門周邊道路於15時開始勸離群眾離開道路，遊行隊伍會師開始進場，16時凱道集結完畢，集會開始。
| 行程   | 地點                                    | 活動       | 內容                 |
| ------ | --------------------------------------- | ---------- | -------------------- |
| 13時   | 第一縱隊：大安森林公園西側-新生南路二段 | 報到整隊   | 退伍軍人報到地點     |
| 13時   | 第二縱隊：二二八公園東側-公園路         | 報到整隊   | 公務員與警消報到地點 |
| 13時   | 第三縱隊：中正紀念堂自由廣場            | 報到整隊   | 教師與勞工報到地點   |
| 13時   | 第四縱隊：中正紀念堂大孝門              | 報到整隊   | 陸官校友會報到地點   |
| 1330時 | 各縱隊集合報到地點                      | 開場       | 說明訴求與發表宣言   |
| 14時   | 各縱隊遊行路線                          | 遊行       | 出發喊口號           |
| 16時   | 凱道                                    | 抵達凱道   | 全員集結、集會開始   |
| 17時   | 凱道                                    | 結束、解散 |                      |

| 單位類別       | 遊行路線 |
| -------------- | --- |
| 退伍軍人       | 第一縱隊：大安森林公園西側→新生南路二段→新生南路一段→仁愛路二段→杭州南路一段→信義路一段→景福門→凱達格蘭大道（2.5公里） |
| 公務人員及警消 | 第二縱隊：二二八公園東側→公園路→青島西路→中山南路→景福門→凱達格蘭大道（1公里）                                         |
| 教師與勞工     | 第三縱隊：中正紀念堂自由廣場→中山南路→濟南路→林森南路→仁愛路一段→景福門→凱達格蘭大道（2公里）                          |
| 陸官校友會     | 第四縱隊：中正紀念堂大孝門→愛國東路→中山南路→景福門→凱達格蘭大道（1公里）                                              |

### 當日現況
遊行在下午13時开始，退休軍職人員在大安森林公園和中正紀念堂大孝門兩個點集合，退休公務員和警消在二二八公園集合，退休教師與勞工在中正紀念堂自由廣場集合，抗議人群分四路縱隊遊行，不到下午15時，就已擠滿凱道前直至景福門圓環前的廣場，人群向重慶南路、信義路與仁愛路四方漫延，在16時全數抵達凱達格蘭大道的主舞台後，由退休軍警消代表發言，大家高喊「抗議蔡英文、霸凌軍公教」，要求蔡英文下台，並向政府喊話，若政府持續霸凌，不排除10月再上街頭。主辦單位宣布現場參與遊行人數踴躍，有25萬人參加，活動發言人吳斯懷表示，台北市上午原本下著滂沱大雨，下午突然放睛，感謝老天爺幫忙。遊行活動在17時解散，台北市警方動員1322名警員維持秩序，警方估算遊行人數最多時約1萬5000人。
- 13時00分，花蓮縣長傅崑萁到二二八公園之公務員與警消報到地點，傅崑萁夫婦與李來希擔任第二縱隊領軍。[48]
- 13時20分，前行政院院長郝柏村和郝龍斌父子2人，與前國防部部長嚴明、伍世文等超過30上將參加，並加入第一縱隊遊行行列。[49][50]
- 14時00分，國民黨主席洪秀柱帶領4位副主席上街頭，洪秀柱和郝龍斌在中正紀念堂旁（杭州南路與信義路一段路口）幫民眾加油，詹啟賢在張榮發基金會前（中山南路仁愛路口圓環邊），胡志強和林政則在Y17附近（林森南路與仁愛路路口），洪秀柱抵遊行現場，復興崗校友獻花高喊加油。[51]
- 7月才剛退休的台南市警察局前局長陳子敬，下午也跟妻子、警校同學等2、30人參加遊行。[52]

## 各方反應
| 日期 | 職稱或單位           | 姓名   | 意見 |
| ---- | -------------------- | ------ | --- |
| 8/11 | 國民黨文傳會主委     | 周志偉 | 國民黨支持此遊行，年金改革應該考量信賴保護原則，需顧及軍公教的尊嚴，不能認為軍公教退撫制度是拖垮國家財政的主因。                                                 |
| 8/11 | 全國教師工會總聯合會 | 張旭政 | 聲明該協會不支持不認同93遊行，認為應與社會溝通年金改革議題，澄清誤解，以捍衛教師尊嚴。                                                                           |
| 8/12 | 行政院發言人         | 童振源 | 未來政府在推動年金改革時，會顧及各方感受，達成社會期待的制度。                                                                                                   |
| 8/12 | 民進黨副秘書長       | 李俊毅 | 呼籲國民黨不要支持九三遊行，質疑此遊行的目的，抗議團體公然標榜過去畢業軍校、服務部隊等背景，這是在「造反」嗎？                                                   |
| 8/26 | 國防部發言人         | 陳中吉 | 依據憲法，現役軍人不適宜也不應該參與九三年金遊行。 |
| 8/29 | 花蓮縣長             | 傅崐萁 | 表示將帶領各局處長及退休相關團體、花蓮縣公務人員協會，於93一起走上凱道遊行抗議，表達「要尊嚴、要正義、要改革！反霸凌、反鬥爭、反汙名！」的「三要三反」六大訴求。 |
| 8/30 | 中國國民黨主席       | 洪秀柱 | 支持遊行與要尊嚴、反污名的訴求，不希望藉改革機會污名化特殊行業，或製造階級對立世代對抗。                                                                         |
| 8/31 | 中華民國總統         | 蔡英文 | 理解軍公教因年金改革承受批評、委屈跟壓力，年金問題在財務或職業別差距都是長期累積的歷史包袱，不是哪個職業原罪                                                     |
| 8/31 | 年金改委召集人       | 陳建仁 | 並非針對特定職業進行改革，希望訂定地板原則，每人都得到維持最低生活所需的給付。                                                                                   |
| 9/2  | 中華民國總統         | 蔡英文 | 向打算上街遊行抗議年金改革的國軍同袍喊話，希望軍中的弟兄姊妹們，用平常心來看待年金改革。                                                                         |
| 9/2  | 國防部發言人         | 陳中吉 | 現役軍人不應該而且不適宜去參加遊行活動，以前和現在都是這樣，國防部並沒有查察措施，如有人被檢舉，再視個案處理。                                                   |
| 9/2  | 行政院院長           | 林全   | 退休軍公教人員93遊行抗議在年金改革議題中遭抹黑，這是他們表達看法的權利，應該尊重。                                                                               |
| 9/2  | 考試院院長           | 伍錦霖 | 遊行在假日舉行，且沒動用公家資源，也非為特定政黨舉辦，沒違反相關法規，期盼大家要彼此尊重包容與諒解，希望不要損及公務員尊嚴及感情，讓公務員安心為民服務。         |

## 影響
- 退輔會主任委員李翔宙於8月23日表示，就年金改革在軍職部份「軍人具特殊性應與公教切割單獨處理」之初步共識，已獲蔡英文總統同意，計有「軍人具特殊性應與公教切割單獨處理」、「服役4至9年退伍之退撫支出，由政府編列公務預算支應」、「修正服役年限延後請領退休金之年齡」、及「訂定照顧基層與資深榮民的地板原則」等，期使軍人的退休權益與尊嚴受到照顧。然退輔會隨即在8月24日發出新聞稿澄清，改口講蔡總統說的是原則與努力的方向，尚未定案，而年金改革副召集人林萬億表示，總統是要求國防部和退輔會研擬實際改革方案，再送到委員會通過。[69][70][69][71]
- 蔡英文政府為93軍公教年金大遊行尋求化解抗爭怒潮，政策作多，由林全於8月29日宣布維持發放退休軍公教年終慰問金二萬五千元以下水位，蔡英文並籲請軍人在當天軍人節穿軍裝上街，有媒體質疑其用意在化解遊行的衝擊[60][72][73][74][75][76][77]。另蔡英文原本要在93軍人節宣布要幫義務役士兵加薪，國防部也編列21億元預算，但最後因為行政院長林全沒點頭而取消，國防部對此回應，義務役調整薪資一事並非事實。[78][79][80][81]
- 2017年1月22日總統府召開年金改革國是會議，參與人員有專家學者12名、職業別團體62名、婦女代表14名、青年代表16名、政黨代表47名、政府機關37名、國家年金改革委員會委員38名與公民團體24名等；議程規劃先由總統致辭、年金改革委員會報告，後分成3個小組討論-第1組：給付、領取資格，第2組：基金管理、財源，第3組：制度架構、特殊對象、制度轉換。「監督年金改革行動聯盟」則宣布於當日號召25萬人包圍總統府抗議。[82]